# Lambersart
Lambersart – miejscowość i gmina we Francji, w regionie Hauts-de-France, w departamencie Nord.
Według danych na rok 1999 gminę zamieszkiwało 28 131 osób, a gęstość zaludnienia wynosiła 4556 osób/km² (wśród 1549 gmin regionu Nord-Pas-de-Calais Lambersart plasuje się na 17. miejscu pod względem liczby ludności, natomiast pod względem powierzchni na miejscu 571.).